# Slowdive
Slowdive ist eine britische Shoegaze-Band, die zunächst zwischen 1989 und 1995 aktiv war und sich 2014 wiedervereinigt hat.

## Bandgeschichte

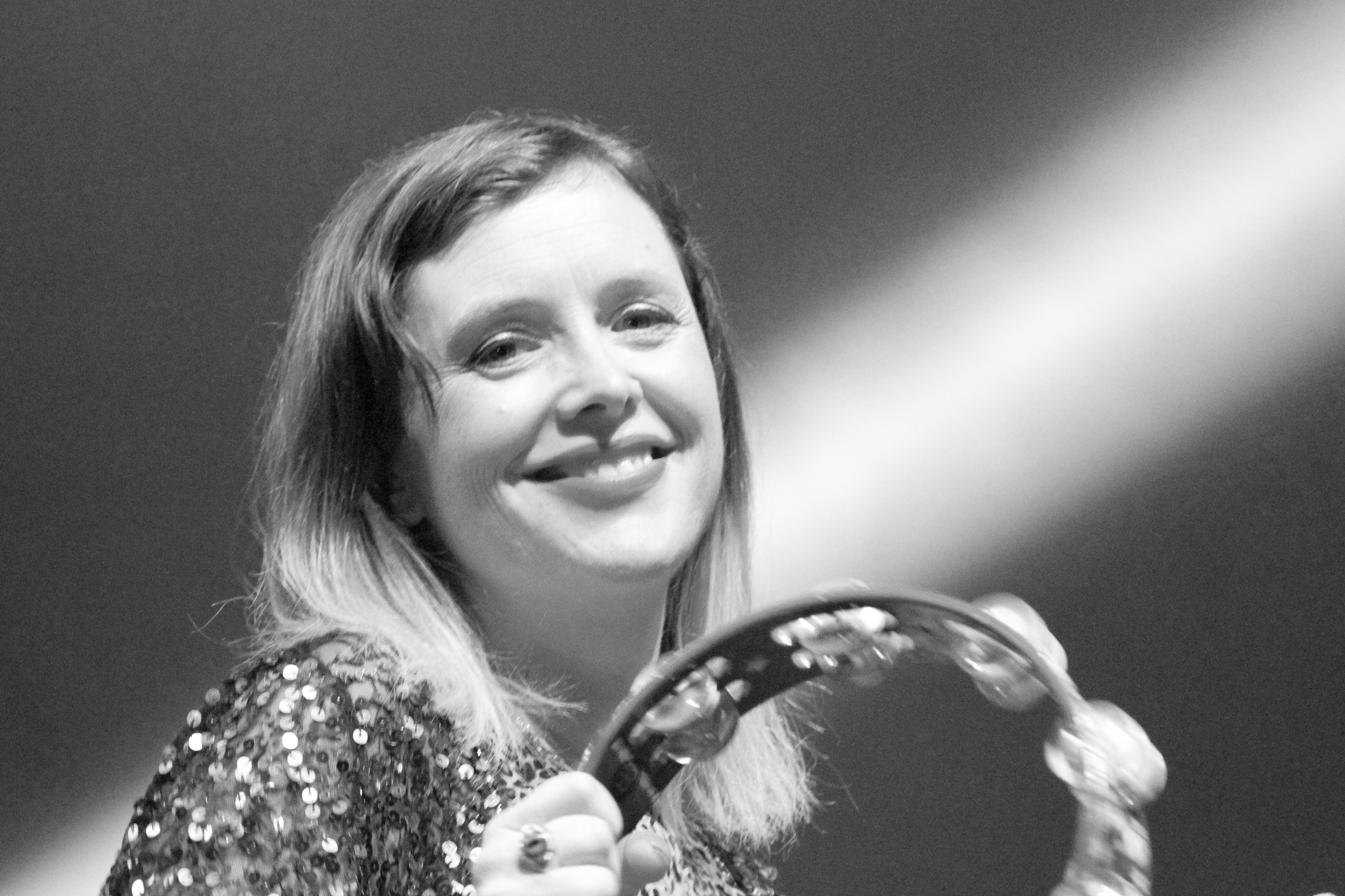
Rachel Goswell auf dem Wave-Gotik-Treffen 2014

Die Gruppe wurde 1989 in Reading gegründet. Nach der Veröffentlichung von drei EPs, die 1992 auf der Compilation Blue Day zusammengefasst wurden, erschien das Debütalbum Just for a Day im September 1991. Der zweite Longplayer Souvlaki folgte im Mai 1993 und gilt heute als Klassiker der Shoegaze-Bewegung. Schlagzeuger Simon Scott verließ die Band bald darauf und wurde durch Ian McCutcheon ersetzt. Die letzte Platte Pygmalion wurde im Februar 1995 veröffentlicht.
Nachdem Slowdive 1995 von ihrem Plattenlabel Creation Records fallen gelassen wurden, formierten Neil Halstead, Rachel Goswell und Ian McCutcheon die Band Mojave 3. Halstead und Goswell traten zudem beide als Solokünstler in Erscheinung. Christian Savill gründete die Gruppe Monster Movie. Simon Scott veröffentlichte mehrere Alben unter eigenem Namen und mit seinen Projekten Inner Sleeve und Televise.
Anfang 2014 gaben Slowdive auf ihrer offiziellen Website bekannt, dass sie sich in alter Besetzung wiedervereinen. Zunächst waren für Ende Mai 2014 zwei Shows beim Primavera Sound Festival in Barcelona sowie im Londoner Village Underground geplant. Dies waren die ersten Konzerte der Band seit dem 21. Mai 1994. In der Ankündigung wurde zudem die eventuelle Aufnahme eines neuen Albums in Aussicht gestellt.
Im Laufe des Sommers 2014 fanden weitere, weltweite Festival-Auftritte statt, darunter am 8. Juni 2014 beim Wave-Gotik-Treffen in Leipzig und am 14. August 2014 beim Pukkelpop im belgischen Hasselt. Im Herbst 2014 begaben sie sich auf eine Tour durch Nordamerika. Am 5. Mai 2017 veröffentlichte die Band mit dem eponymen Slowdive ihr erstes Album seit 22 Jahren.

## Stil
Slowdive wurden stilistisch besonders durch Noise-Rock-Bands wie Sonic Youth und My Bloody Valentine, aber auch durch Post-Punk- und Dark-Wave-Gruppen wie Siouxsie and the Banshees, The Cure und die Cocteau Twins beeinflusst. Sie verwenden vor allem Gitarren, um einen atmosphärischen Soundteppich zu kreieren, wobei das eigentliche Songwriting zunehmend in den Hintergrund trat. Ab 1993 änderte sich ihr Stil etwas und es wurden vermehrt Ambient- und Electronica-Elemente in die Songs eingearbeitet. Insbesondere das Album Pygmalion wies musikalische Bezüge zu den Werken von Seefeel auf.

## Diskografie

### Alben
| Jahr | Titel Musiklabel                | Höchstplatzierung, Gesamtwochen, AuszeichnungChartplatzierungen (Jahr, Titel, Musiklabel, Platzierungen, Wochen, Auszeichnungen, Anmerkungen) | Höchstplatzierung, Gesamtwochen, AuszeichnungChartplatzierungen (Jahr, Titel, Musiklabel, Platzierungen, Wochen, Auszeichnungen, Anmerkungen) | Höchstplatzierung, Gesamtwochen, AuszeichnungChartplatzierungen (Jahr, Titel, Musiklabel, Platzierungen, Wochen, Auszeichnungen, Anmerkungen) | Höchstplatzierung, Gesamtwochen, AuszeichnungChartplatzierungen (Jahr, Titel, Musiklabel, Platzierungen, Wochen, Auszeichnungen, Anmerkungen) | Anmerkungen                             |
| Jahr | Titel Musiklabel                | DE | CH | UK | US | Anmerkungen                             |
| ---- | ------------------------------- | --- | --- | --- | --- | --------------------------------------- |
| 1991 | Just for a Day Creation Records | — | — | UK32 (2 Wo.)UK | — | Erstveröffentlichung: 2. September 1991 |
| 1993 | Souvlaki Creation Records       | — | — | UK51 (1 Wo.)UK | — | Erstveröffentlichung: 1. Juni 1993      |
| 1995 | Pygmalion Creation Records      | — | — | — | — | Erstveröffentlichung: 6. Februar 1995   |
| 2017 | Slowdive Dead Oceans            | DE33 (1 Wo.)DE | CH79 (1 Wo.)CH | UK16 (2 Wo.)UK | US50 (1 Wo.)US | Erstveröffentlichung: 5. Mai 2017       |
| 2023 | Everything Is Alive Dead Oceans | DE7 (2 Wo.)DE | CH17 (2 Wo.)CH | UK6 (1 Wo.)UK | US63 (1 Wo.)US | Erstveröffentlichung: 1. September 2023 |

### Kompilationen
- 1992: Blue Day
- 2004: Catch the Breeze
- 2010: The Shining Breeze

### EPs
| Jahr | Titel Album       | Höchstplatzierung, Gesamtwochen, AuszeichnungChartplatzierungen (Jahr, Titel, Album, Platzierungen, Wochen, Auszeichnungen, Anmerkungen) | Höchstplatzierung, Gesamtwochen, AuszeichnungChartplatzierungen (Jahr, Titel, Album, Platzierungen, Wochen, Auszeichnungen, Anmerkungen) | Höchstplatzierung, Gesamtwochen, AuszeichnungChartplatzierungen (Jahr, Titel, Album, Platzierungen, Wochen, Auszeichnungen, Anmerkungen) | Höchstplatzierung, Gesamtwochen, AuszeichnungChartplatzierungen (Jahr, Titel, Album, Platzierungen, Wochen, Auszeichnungen, Anmerkungen) | Anmerkungen |
| Jahr | Titel Album       | DE | CH | UK | US | Anmerkungen |
| ---- | ----------------- | --- | --- | --- | --- | ----------- |
| 1991 | Morning Rise      | — | — | UK83 (1 Wo.)UK | — |             |
| 1993 | Outside Your Room | — | — | UK69 (1 Wo.)UK | — |             |

Weitere EPs
- 1990: Slowdive
- 1991: Holding Our Breath
- 1993: 5

### Singles
| Jahr | Titel Album                           | Höchstplatzierung, Gesamtwochen, AuszeichnungChartplatzierungen (Jahr, Titel, Album, Platzierungen, Wochen, Auszeichnungen, Anmerkungen) | Höchstplatzierung, Gesamtwochen, AuszeichnungChartplatzierungen (Jahr, Titel, Album, Platzierungen, Wochen, Auszeichnungen, Anmerkungen) | Höchstplatzierung, Gesamtwochen, AuszeichnungChartplatzierungen (Jahr, Titel, Album, Platzierungen, Wochen, Auszeichnungen, Anmerkungen) | Höchstplatzierung, Gesamtwochen, AuszeichnungChartplatzierungen (Jahr, Titel, Album, Platzierungen, Wochen, Auszeichnungen, Anmerkungen) | Anmerkungen |
| Jahr | Titel Album                           | DE | CH | UK | US | Anmerkungen |
| ---- | ------------------------------------- | --- | --- | --- | --- | ----------- |
| 1991 | Catch the Breeze/Shine Just for a Day | — | — | UK52 (1 Wo.)UK | — |             |

Weitere Singles
- 1992: Beach Song
- 1992: She Calls/Leave Them All Behind (Promosingle)
- 1994: Alison (Promosingle)
- 2017: Star Roving
- 2017: Sugar for the Pill